# John H. Tolan
John Harvey Tolan (ur. 15 stycznia 1877 w St. Peter, zm. 30 czerwca 1947 w Westwood, Los Angeles) – amerykański polityk, członek Partii Demokratycznej.

## Działalność polityczna
W okresie od 3 stycznia 1935 do 3 stycznia 1947 przez sześć kadencji był przedstawicielem 7. okręgu wyborczego w stanie Kalifornia w Izbie Reprezentantów Stanów Zjednoczonych.